# Kurija Poklek
Kurija Poklek je rimokatolička građevina u općini Zagorska Sela,  zaštićeno kulturno dobro.

## Opis dobra
Kurija Poklek u Zagorskim Selima je jednokatnica pravokutnog tlocrta okružena perivojem. Pripada grupi kurija 18. stoljeća, baroknih stilskih karakteristika, iako se prema strukturi ziđa može datirati i ranije. Glavno pročelje i začelje kurije su plošno i nesimetrično oblikovani, dok su bočna pročelja pravilno ritmizirana trima prozorskim osima, a plitko profilirani prozorski okviri s naglašenijim nadprozornicima su jedini arhitektonski ukras pročelja. Objekt je djelomično podrumljen, podrum je svođen plitkim bačvastim svodom s usječenim susvodnicama. Ladanjski karakter kurije i visoku kulturu stanovanja odražava dispozicija prostorija: najreprezentativnije su smještene na začelju sa širokim pogledom na okolne obronke i blage padine prema Sutli.

## Zaštita
Pod oznakom Z-3512 zavedena je kao nepokretno kulturno dobro - pojedinačno, pravnog statusa zaštićena kulturnog dobra, klasificirano kao "sakralna graditeljska baština".